# Reprezentacja Chin w futsalu mężczyzn
Reprezentacja Chin w futsalu – zespół futsalowy, biorący udział w imieniu Chin w meczach i sportowych imprezach międzynarodowych, powoływany przez selekcjonera, w którym mogą występować wyłącznie zawodnicy posiadający obywatelstwo chińskie. Za jego funkcjonowanie odpowiedzialny jest Chiński Związek Piłki Nożnej. 

## Udział w mistrzostwach świata
- 1992 – 1. runda
- 1996 – 1. runda
- 2004 – Nie zakwalifikowała się
- 2008 – 1. runda
- 2012 – Nie zakwalifikowała się
- 2016 – Nie zakwalifikowała się
- 2021 – Nie zakwalifikowała się
- 2024 – Nie zakwalifikowała się

## Udział w mistrzostwach Azji
- 2002 – Faza grupowa
- 2003 – Faza grupowa
- 2004 – Ćwierćfinał
- 2005 – Ćwierćfinał
- 2006 – Ćwierćfinał
- 2007 – Faza grupowa
- 2008 – 4. miejsce
- 2010 – 4. miejsce
- 2012 – Faza grupowa
- 2014 – Faza grupowa
- 2016 – Faza grupowa
- 2018 – Faza grupowa
- 2022 – Nie zakwalifikowała się
- 2024 – Faza grupowa